# Dirades angulifera
Dirades angulifera är en fjärilsart som beskrevs av W. Warren 1902. Dirades angulifera ingår i släktet Dirades och familjen Uraniidae. Inga underarter finns listade i Catalogue of Life.